# 马斯萨内特德拉塞尔瓦
马斯萨内特德拉塞尔瓦，是西班牙加泰罗尼亚赫罗纳省的一个市镇。总面积46平方公里，总人口4010人（2001年），人口密度87人/平方公里。